# 王珆
始陽侯王珆（韓語：或，？—1266年2月28日（正月二十二）），是高麗國第二十四任君主元宗王禃的次子。

## 生平
王珆的生母是慶昌宮主柳氏，有弟弟順安公王琮與姊妹慶安宮主和咸寧宮主；高麗忠烈王王賰則是其異母兄長。他的外祖父是新安公柳佺，而外祖母嘉順宮主則是其族曾祖父高麗熙宗王韺的女兒。
元宗四年（1263年），王珆受賜名及元服，冊封為開府儀同三司、檢校太尉、守司空、上柱國、始陽郡開國侯（韓語：개부의동삼사 검교태위 수사공 상주국 시양군개국후），食邑三百戶，並設立始陽府，到元宗七年（1366年）去世。